# Luísa da Suécia
Luísa Josefina Eugênia (Estocolmo, 31 de outubro de 1851 – Copenhague, 20 de março de 1926) foi a esposa do rei Frederico VIII e Rainha Consorte da Dinamarca de 1906 até 1912. Era a filha mais velha do rei Carlos XV da Suécia & IV da Noruega com sua esposa, a princesa Luísa dos Países Baixos.

## Primeiros anos

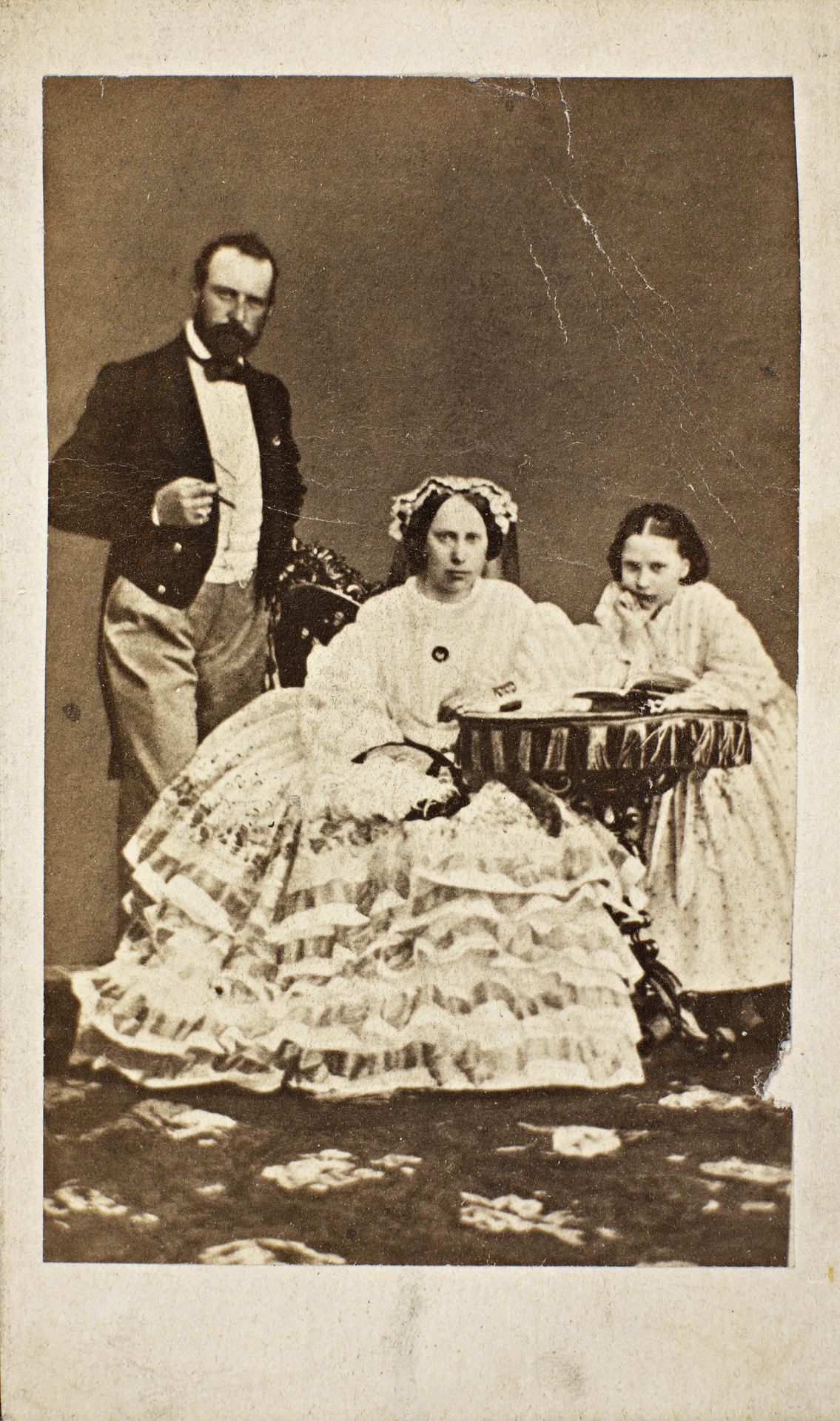
Luísa com os seus pais, Carlos e Luísa

Luísa nasceu na cidade de Estocolmo. Após a perda do seu irmão, o príncipe Carlos Óscar, em 1854, o seu pai passou a tratá-la da mesma forma como os rapazes eram tratados naquela época, o que levou a que se desenvolvesse de forma mais livre do que a maioria das garotas da sua idade e permitiu-lhe tornar-se uma pessoa confiante, natural e feliz. Em certa ocasião, o seu pai disse carinhosamente sobre elaː "É um diabrete feio, mas é engraçada", e tratava-a com um afeto brusco que se associava normalmente a uma relação entre pai e filho. Este tipo de tratamento preocupava muito a sua mãe, a rainha consorte Luísa, que era muito feminina e desejava que a filha cumprisse as normas de comportamento para as moças da época. Na Suécia, a princesa Luísa era chamada de "Sessan" (em português: "Sensual"), mas Luísa dizia que era o "Stockholmsrännstensungen" (um ouriço-do-mar de Estocolmo), algo que o seu tio, o futuro rei Óscar II achava escandaloso e tentou impedi-la de o utilizar. Luísa é descrita como uma filha única mimada, muito amada pelos seus pais: diz-se que era parecida com a mãe em aparência física, mas com o pai no seu comportamento, uma vez que se dizia que era energética e feliz.
Após o nascimento do seu irmão em 1852, a sua mãe sofreu um ferimento que a impediu de ter mais filhos, o que causou um problema na sucessão: apesar de a Suécia já ter tido monarcas femininas, e a sucessão de mulheres ter sido aprovada em 1604, essa provisão não tinha sido feita na constituição de 1809. Assim, Luísa nunca foi reconhecida como a herdeira aparente do trono devido ao seu sexo. Para que Luísa sucedesse ao trono, seria necessário alterar as leis tanto na Suécia como na Noruega, no qual a sucessão de mulheres nunca tinha sido aprovada. Uma vez que ela era a única filha ainda viva dos seus pais, o seu pai, o rei Carlos XV tentou várias vezes mudar a constituição para que ela fosse aceite como herdeira dos trono dos Reinos Unidos da Suécia e Noruega. No entanto, quando o irmão do seu pai teve um filho em 1858, seguido de vários outros irmãos ao longo dos anos seguintes, o pai de Luísa não teve o apoio necessário para que as suas tentativas tivessem sucesso, uma vez que o assunto passou a ser considerado de menor importância, tendo em conta a quantidade de herdeiros masculinos disponíveis.
Luísa foi o centro das atenções desde criança em Estocolmo, onde eram organizados bailes para crianças no Palácio Real de Estocolmo em sua honra e eram considerados a parte mais importante da vida social de uma criança da alta sociedade da época, incluindo na dos seus primos. A sua educação académica esteve a cargo da sua governanta Hilda Elfving. Em 1862, Luísa e a sua mãe tornaram-se estudantes de Nancy Edberg, a pioneira da natação feminina. A arte da natação não era vista como muito adequada para mulheres inicialmente, mas quando a rainha e a sua filha a apoiaram ao ter lições, a natação tornou-se rapidamente chique e uma atividade aceita para mulheres.

## Pretendentes
A questão do casamento de Luísa tornou-se motivo de interesse desde cedo. O candidato mais popular era o príncipe-herdeiro Frederico da Dinamarca (1843-1912). Luísa e Frederico tinham-se conhecido em 1862 e o casamento era considerado desejável por vários motivos. Na altura, a situação entre as casas reais da Suécia-Noruega e do reino da Dinamarca era muito tensa. Quando o rei Frederico VII da Dinamarca morreu sem deixar filhos em 1863, tinha surgido a possibilidade de o rei Carlos XV ou o seu irmão, o príncipe Óscar da Suécia, sucederem ao trono da Dinamarca em vez do rei Cristiano IX. Carlos XV era um crítico de Cristiano IX e duvidava das suas qualidades pessoais. Na Dinamarca, havia um sentimento de desilusão pelo fato da Suécia não ter apoiado a Dinamarca durante a Guerra dos Ducados do Elba contra a Prússia em 1864, apesar de ambos os povos serem escandinavos. Após 1864, a Suécia e a Dinamarca começaram a discutir planos para criar uma espécie de paz simbólica entre as suas duas nações e foi aí que surgiu a ideia de casar a princesa Luísa com o príncipe-herdeiro Frederico. Carlos XV da Suécia gostava de ideia de a sua filha se tornar rainha consorte da Dinamarca e, na Dinamarca, havia preferência por esta união acima de outra com uma princesa alemã, uma vez que os dois países se encontravam de costas voltadas desde a guerra. No entanto, o rei Carlos não queria obrigar a sua adorada filha a casar-se sem o desejar e, por isso, colocou a decisão nas suas mãos.

### Noivado
Em 14 de Abril de 1868, foi organizado um encontro entre Luísa e Frederico na mansão de Bäckaskog, em Escânia. Uma vez que o assunto dependia exclusivamente do fato de Luísa gostar ou não de Frederico, os convidados não foram informados do objetivos do encontro, caso as coisas não corressem bem e Luísa acabasse por decidir que não se queria casar e, além de Frederico, só estava presente o seu pai, o rei da Dinamarca. No entanto, depois de se conhecerem, os dois ficaram, aparentemente, satisfeitos e Luísa concordou com o casamento. O noivado foi subitamente anunciado ao pequeno-almoço do dia seguinte, o que deixou os tios de Luísa chocados, uma vez que não sabiam nada sobre os planos.

### Preparação para o casamento
Durante o noivado, no inverno de 1868-1869, Luísa aprendeu tudo que pode sobre a Dinamarcaː a língua dinamarquesa, literatura dinamarquesa, cultura dinamarquesa e história dinamarquesa, sob a orientação de Lorentz Dietrichson.

## Casamento
No dia 28 de Julho de 1869, Luísa e Frederico casaram-se na cidade de Estocolmo. O casamento foi celebrado com grande pompa na Suécia. Todas as peças que faziam parte do dote da princesa foram fabricadas na Suécia, para estimular a economia. O casamento foi bem visto por todos os três países (Suécia, Noruega e Dinamarca), como um símbolo da nova união escandinava. Luísa foi a primeira princesa sueca a casar-se com um membro da família real dinamarquesa, desde a princesa Ingeborg Magnusdotter da Suécia, na Idade Média.

## Princesa-herdeira da Dinamarca

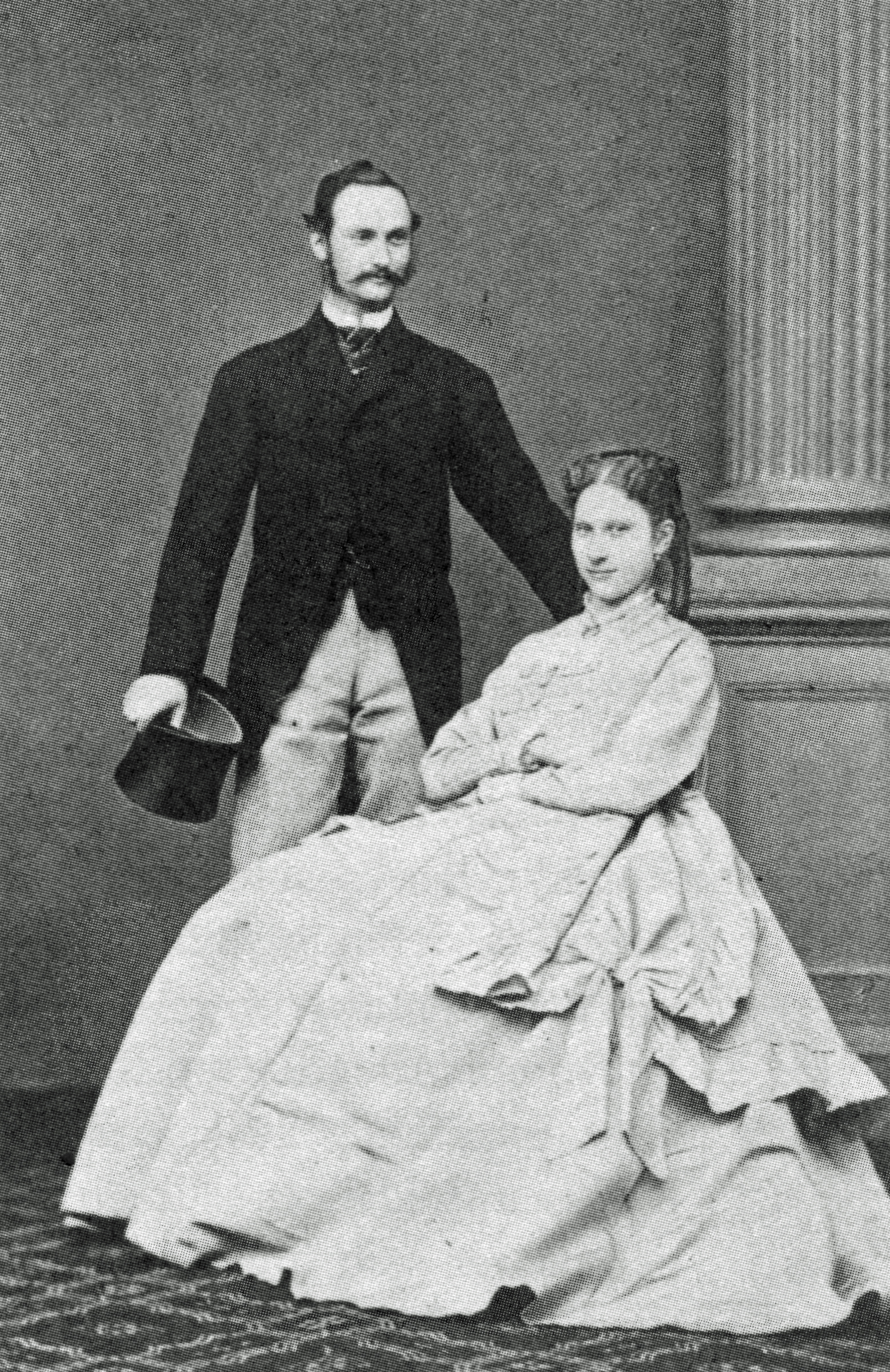
Luísa com o seu marido, o príncipe-herdeiro Frederico da Dinamarca

Na Dinamarca, Luísa tornou-se conhecida como Louise e não pela forma original na língua sueca do seu nome, a "Lovisa". Durante o longo período em que foi princesa-herdeira da Dinamarca, tornou-se muito popular junto do público, mas pouco junto da corte e da casa real da Dinamarca.

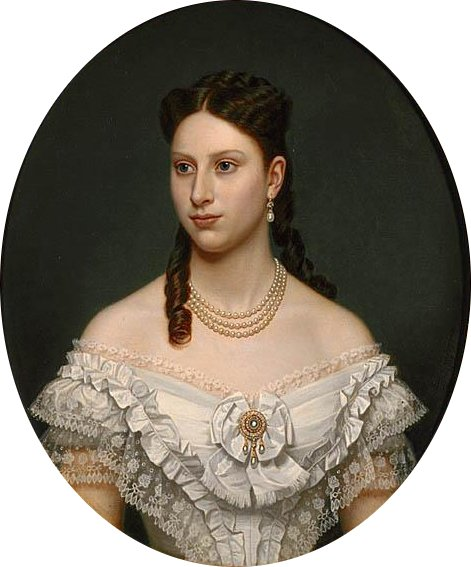
Luísa
Amalia Lindegren, 1873

O casamento não resultou na muito ansiada amizade entre as casas reais e Luísa foi ostracizada pela família real, que era dominada pela sua sogra, a rainha Luísa de Hesse-Cassel. A sua sogra não gostava dela e a sua cunhada, a princesa Thyra, e o seu marido eram demasiado tímidos para a apoiar junto da mãe e das irmãs. A sua sinceridade não era aceite na corte dinamarquesa, onde o seu comportamento era considerado escandaloso. A certa ocasião, quando a sua sogra a viu a usar um vestido de noite parisiense e lhe pediu para o ir trocar e mudar de penteado, Luísa respondeu-lhe da mesma forma descontraída à qual estava habituada na Suécia com um "Calma, comadreǃ". O episódio deixou a rainha Luísa tão furiosa que ordenou o seu filho e nora que deixassem a Dinamarca durante três meses. A princesa-herdeira contou a um convidado sueco, Fritz von Dardel, que a sua sogra tentava sempre colocá-la em segundo plano em cerimónias nas quais a sua presença era necessária. Em certa ocasião, a rainha tinha recusado um pedido que os estudantes da Universidade de Uppsala tinham feito para cantar para a princesa-herdeira. Quando Dardel perguntou o motivo para estas reacções, Luísa terá respondidoː "Ciúmes, claro".
A família vivia uma vida discreta no Palácio de Amalienborg durante o inverno e no Palácio de Charlottenlund durante o verão. Durante os seus primeiros anos de casamento, Luísa visitava muitas vezes a Suécia. Esteve presente quando a sua mãe morreu em Março de 1871. Na altura, foi muito confortada pela esposa do seu tio, a princesa Sofia de Nassau, que se tornou sua confidente e amiga. Durante os verões que passava no Palácio de Charlottenlund, no estreito de Öresund, Luísa podia visitar a sua família sueca na residência de Verão deles, Sofiero, que ficava do lado oposto do estreito, algo que a princesa-herdeira disse ser um grande conforto para ela. No entanto, a sua sogra não gostava da família de Luísa e insistia em ser informada destas visitas e que a sua nora lhe pedisse autorização primeiro.
O marido de Luísa, Frederico, começou também a ter uma série de casos amorosos extraconjugais que prejudicaram a sua popularidade e magoaram a sua esposa. Em 1879, durante uma visita à sua tia, a rainha Sofia da Suécia, em Estocolmo, Luísa pediu-lhe conselhos sobre o que devia fazer, em uma altura em que estava já bastante desiludida. Foi nesta altura que a rainha Sofia a apresentou aos pregadores Lord Radstock e Gustaf Emanuel Beskow e foi a partir daí que Luísa terá começado a procurar cada vez mais conforto na religião. Aprendeu a falar a língua grega, começou a estudar a Bíblia e encontrou-se com Lord Radstock em Copenhaga, em 1884. Tornou-se também amiga de uma das suas damas-de-companhia dinamarquesas, Wanda Oxholm, com quem passou a estudar a Bíblia. Também se interessava por trabalhos manuais, tais como trabalhos em cabedal e pintura.
Luísa era descrita como uma "boa dona-de-casa" e uma mãe exigente, mas carinhosa, que deu aos seus filhos, primeiros anos dominados pela religião e pelo dever. Graças à herança deixada pelos pais de Luísa, a família vivia de forma bastante abastada. Não era segredo que Luísa desejava que uma das suas filhas se casasse com algum príncipe da família real sueca e esse desejo foi realizado quando a sua filha, a princesa Ingeborg da Dinamarca, se casou com o príncipe Carlos da Suécia em 1897.
Enquanto princesa-herdeira, Luísa envolveu-se em várias organizações caritativas e religiosas: fundou várias obras de caridade, entre elas a casa «Bethania» e o «Kronprinsesse L.s Asyl» (Lar da Princesa-Herdeira Luísa), tendo também alimentado um interesse pela Associação da Missão Interior na Dinamarca. Era descrita como inteligente e com um talento natural para receber as pessoas de forma amistosa em ocasiões oficiais. Era também digna e impressionante. Em 1875, Luísa recebeu os seus tios (Óscar II da Suécia e Sofia de Nassau), os reis da Suécia, na sua visita oficial à Dinamarca.
Em 1905, a Noruega tornou-se independente da Suécia, com o apoio da Dinamarca, o que causou alguma tensão entre os dois países e Luísa ficou desiludida quando foram levantados obstáculos às suas visitas às Suécia, a sua terra natal.

## Rainha consorte da Dinamarca

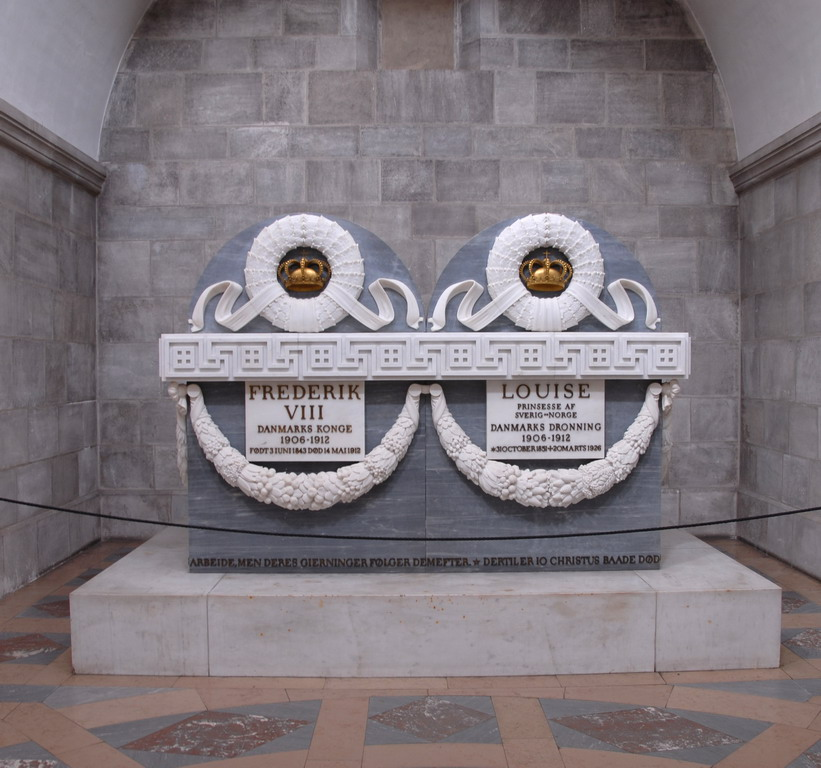
Sepulturas de Luísa e do marido na Catedral de Roskilde.

Em 1906, Luísa acabaria por se tornar a nova rainha consorte dinamarquesa, quando o seu marido virou rei. 
No papel de rainha consorte dinamarquesa, ficou conhecida pelos vários projetos de caridade que apoiou, um interesse que compartilhava com o marido. Não se interessava por cerimônias formais e eventos públicos, e se manteve discreta e dedicada aos filhos; assim como manteve o seu interesse por arte, literatura e caridade. 

## Últimos anos
Luísa ficou viúva em 1912. Foi a última viúva da monarquia dinamarquesa a utilizar o título de rainha-viúva. Entre 1915 e 1917, mandou construir o Castelo de Egelund, entre Hillerød e Fredensborg, onde viveu o resto da vida. A rainha Luísa morreu no Palácio de Amalienborg, em Copenhaga, em 1926 e foi enterrada ao lado do marido na Catedral de Roskilde.
A rainha Luísa foi a 862ª Dama da Ordem da Rainha Maria Luísa.

## Descendência
Do seu casamento com o rei Frederico VIII da Dinamarca, a rainha Luísa teve os seguintes filhosː
1. Cristiano X da Dinamarca (26 de Setembro de 1870 – 20 de Abril de 1947), rei da Dinamarca entre 1912 e 1947, reinou durante a Primeira e a Segunda Guerra Mundial; casado com a princesa Alexandrina de Mecklenburg-Schwerin; com descendência.
2. Haakon VII da Noruega (3 de Agosto de 1872 – 21 de Setembro de 1957), nascido como príncipe Carlos da Dinamarca, tornou-se rei da Noruega em 1905, quando o país se separou da Suécia. Casado com a princesa Maud do Reino Unido; com descendência.
3. Luísa da Dinamarca (17 de Fevereiro de 1875 – 4 de Abril de 1906), casada com o príncipe Frederico de Schaumburg-Lippe; com descendência.
4. Haroldo da Dinamarca (8 de Outubro de 1876 - 30 de Março de 1949), casado com a princesa Helena Adelaide de Schleswig-Holstein; com descendência.
5. Ingeborg da Dinamarca (2 de Agosto de 1878 – 12 de Março de 1958), casada com o príncipe Carlos da Suécia; com descendência, incluindo a rainha consorte Astrid da Bélgica e a princesa-herdeira Marta da Noruega.
6. Tira da Dinamarca (14 de Março de 1880 – 2 de Novembro de 1945), nunca se casou e nem deixou descendência.
7. Gustavo da Dinamarca (4 de Março de 1887 – 5 de Outubro de 1944), nunca se casou e nem deixou descendência.
8. Dagmar da Dinamarca (23 de Maio de 1890 – 11 de Outubro de 1961), casada com Jørgen Castenskjold; com descendência.